# Brent Hayden
Pour les articles homonymes, voir Hayden.
Brent Hayden, né le 21 octobre 1983 à Maple Ridge (Colombie-Britannique), est un nageur canadien. Il est l'actuel détenteur des records du Canada sur le 50 m, le 100 m ainsi que le 200 m nage libre. Il pèse 85 kg et mesure 1,96 m.

## Carrière sportive
Il remporta deux médailles d'argent aux Championnats du monde 2005 à Montréal avec les relais 4×100 et 4×200 m nage libre canadiens. Plus récemment, il réalise la surprise de gagner l'épreuve reine du 100 m nage libre lors des Championnats du monde 2007 à Melbourne. Dans une course extrêmement serrée, le Canadien termine dans le même temps (48 s 43) et partage finalement la médaille d'or avec le tenant du titre italien Filippo Magnini. Hayden devient ainsi le premier champion du monde de natation canadien depuis 1986.
En juillet 2011, aux Championnats du monde à Shanghai, il termine second de la finale du 100 m nage libre en 47 s 95 derrière James Magnussen (47 s 63) mais devant William Meynard (48 s 00) et le champion du monde 2009 et recordman du monde César Cielo (48 s 01). Par la même occasion, il bat son record personnel et, par voie de conséquence, le record du Canada. (à vérifier : ne termine-t-il pas 4e des championnats du monde en grand bassin à Rome en 2009 dans le temps de 47 s 27 ? Certes ces championnats étaient une farce en raison de l'usage des combinaisons polyuréthane mais tout de même, son record personnel officiel serait bien inférieur à 47 s 95 !)
Il a aussi remporté la médaille de bronze au 100 m libre lors des Jeux olympiques de 2012 à Londres.
Brent Hayden est éliminé en demi-finale dans l'épreuve du 50 m nage libre masculin aux Jeux olympiques d'été de 2020.

## Palmarès

### Jeux olympiques
- Jeux olympiques de 2004 à Athènes (Grèce) :
  - 5e avec le relais canadien 4 × 100 m 4 nages.

- Jeux olympiques de 2012 à Londres (Grande-Bretagne) :
  -  Médaille de bronze au 100 m nage libre

### Championnats du monde
- Championnats du monde 2005 à Montréal (Canada) :
  -  Médaille d'argent avec le relais canadien 4 × 100 m nage libre (3 min 16 s 44)
  -  Médaille d'argent avec le relais canadien 4 × 200 m nage libre (7 min 9 s 73)

- Championnats du monde 2007 à Melbourne (Australie) :
  -  Médaille d'or du 100 m nage libre (48 s 43)
  -  Médaille de bronze avec le relais canadien 4 × 200 m nage libre (7 min 10 s 70)

- Championnats du monde 2011 à Shanghai (Chine) :
  -  Médaille d'argent du 100 m nage libre (47 s 95)